# Rivière-les-Fosses
Rivière-les-Fosses là một xã thuộc tỉnh Haute-Marne trong vùng Grand Est đông bắc nước Pháp.